# 서울시티 수
애나 월리스 서(영어: Anna Wallis Suh, 1900년 ~ 1969년)는 별명 서울시티 수(Seoul City Sue)로 알려진 미국의 감리교 선교사, 교육자, 한국 전쟁 중 미군에 대한 북한 선전 라디오 아나운서였다.
6남매 중 막내로 아칸소주에서 태어났다. 1910년과 1914년에 어머니와 아버지가 사망한 후, 그녀는 고등학교를 졸업하며 자매의 가족이 되기 위해 오클라호마주로 이주했다. 사무원과 주일학교 교사로 초기 성인기를 보냈다. 그 후, 그녀는 오클라호마주 듀랜트에 있는 사우스이스턴 주립 티처스 칼리지와 테네시주 내슈빌에 있는 스캐릿 칼리지 포 크리스턴 워커스에서 공부했으며 1930년에 목회 학사로 졸업했다. 이후 8년 동안 주한 미국 남감리교회 성공회 교인으로 일했다. 일제의 식민 당국이 계속해서 외국 사절단의 활동을 제한하자 1938년 상하이 아메리칸 스쿨(SAS) 교직원이 되었다. 그곳에서 동료 교직원인 서규철을 만나 결혼하여 미국 시민권을 상실했다. 제2차 세계 대전 말기에 그녀는 상하이 교외에 있는 수용소에서 다른 백인 유럽인들과 함께 2년 동안 일본군에 의해 억류되었다. 석방 후 그녀는 SAS에서 1년 동안 다시 일하다가 1946년 남편과 함께 한국으로 돌아왔다.
이후 서울에 정착했고 그곳에서 그녀는 남편이 좌파 정치 활동을 했다는 의혹으로 1949년 해고될 때까지 미국 공사관 학교에서 가르쳤다. 그들은 1950년 6월 북한군의 남침 동안 서울에 남아있거나 억류되어 있었다. 그녀는 7월 18일경부터 북한을 위한 짧은 영어 프로그램 "라디오 서울"을 발표하기 시작하여 9월 인천 상륙 직후까지 계속되었다. 이후 라디오 평양에서 방송을 이어갔다. 1951년 2월, 평양의 인근 수용소에서 미군 포로에 대한 정치 세뇌에 참여했다.
탈북한 미국인 찰스 로버트 젠킨스는 그녀가 전후 조선중앙통신의 영문 출판물을 담당하게 되었다고 보고했다. 그는 또한 1962년 선전 팜플렛의 사진에서 그녀를 보았고 1965년 평양의 백화점에서 그녀를 잠시 만났다고 썼다. 젠킨스는 1972년에 1969년 한국의 이중 요원으로 총을 맞았다는 말을 들었다고 진술했다.

## 같이 보기
- 조선민주주의인민공화국의 선전